# Sicherungstechnischer Plan
Ein sicherungstechnischer Plan ist ein Plan, in dem Anlagen der Leit- und Sicherungstechnik einer Eisenbahn eingetragen sind.
Er wird bei Eisenbahnen des Bundes nach Richtlinie 819 erstellt. Es gibt schematische Übersichtspläne und maßstäbliche Lagepläne. In beiden Fällen werden die Anlagen der Leit- und Sicherungstechnik als Symbole eingetragen. Darüber hinaus können ergänzende Angaben in Tabellenform vorhanden sein. Beispiele:
- Signaltabelle 1: Listet die Ausrüstung von Signalen auf – beispielsweise Mast, Fundamentierung, Optiken und welche Signalbilder technisch grundsätzlich gezeigt werden können.
- Signaltabelle 2: Listet pro Fahrstraße auf, welche Signalbilder die Signale in dieser Fahrstraße zeigen.
- Zugstraßentabelle, Rangierstraßentabelle: Listen auf, welche Fahrstraßen im Stellwerk eingerichtet sind.
- Verschlussplan: Listet auf, in welcher Stellung sich die einzelnen Elemente einer Fahrstraße befinden müssen, damit die Fahrstraße eingestellt werden kann.
- Freimeldetabelle, Achszähltabelle: Angaben zur Gleisfreimeldeanlage.
- Durchrutschwegtabelle: Eingerichtete Durchrutschwege, deren Einfahrgeschwindigkeit und Angaben zu ihrer Auflösung.
- PZB-Tabelle: Angaben zur Positionierung und Anschaltung von PZB-Magneten.

Aus einem sicherungstechnischen Plan können alle relevanten Daten abgelesen werden. Ein sicherungstechnisches Planwerk unterteilt sich in den Planteil 1 (PT1), der die grundsätzlichen Projektierungsdaten enthält, sowie den Planteil 2 (PT2), der die herstellerspezifische Umsetzung der Projektierung bis auf Schaltungsebene darstellt. Der Planteil 1 ist theoretisch herstellerunabhängig. Allerdings gilt dies in der Praxis nur für die frühen Leistungsphasen Vorplanung und Entwurfsplanung, während ab der Ausführungsplanung auch der Planteil 1 bereits technikspezifische Planungshinweise des Herstellers berücksichtigen muss, und zum Beispiel auch Berechnungen zur Elektromagnetischen Verträglichkeit enthalten kann, die von der konkret eingesetzten Technik abhängig sind.
Schematische Übersichtspläne werden von der Deutschen Bahn teilweise im Infrastrukturregister eingestellt. So ist beispielsweise für den Frankfurter Hauptbahnhof ein solcher Plan verfügbar (siehe unter Weblinks).